# Urosticte
Urosticte là một chi chim trong họ Chim ruồi.